# Auditie

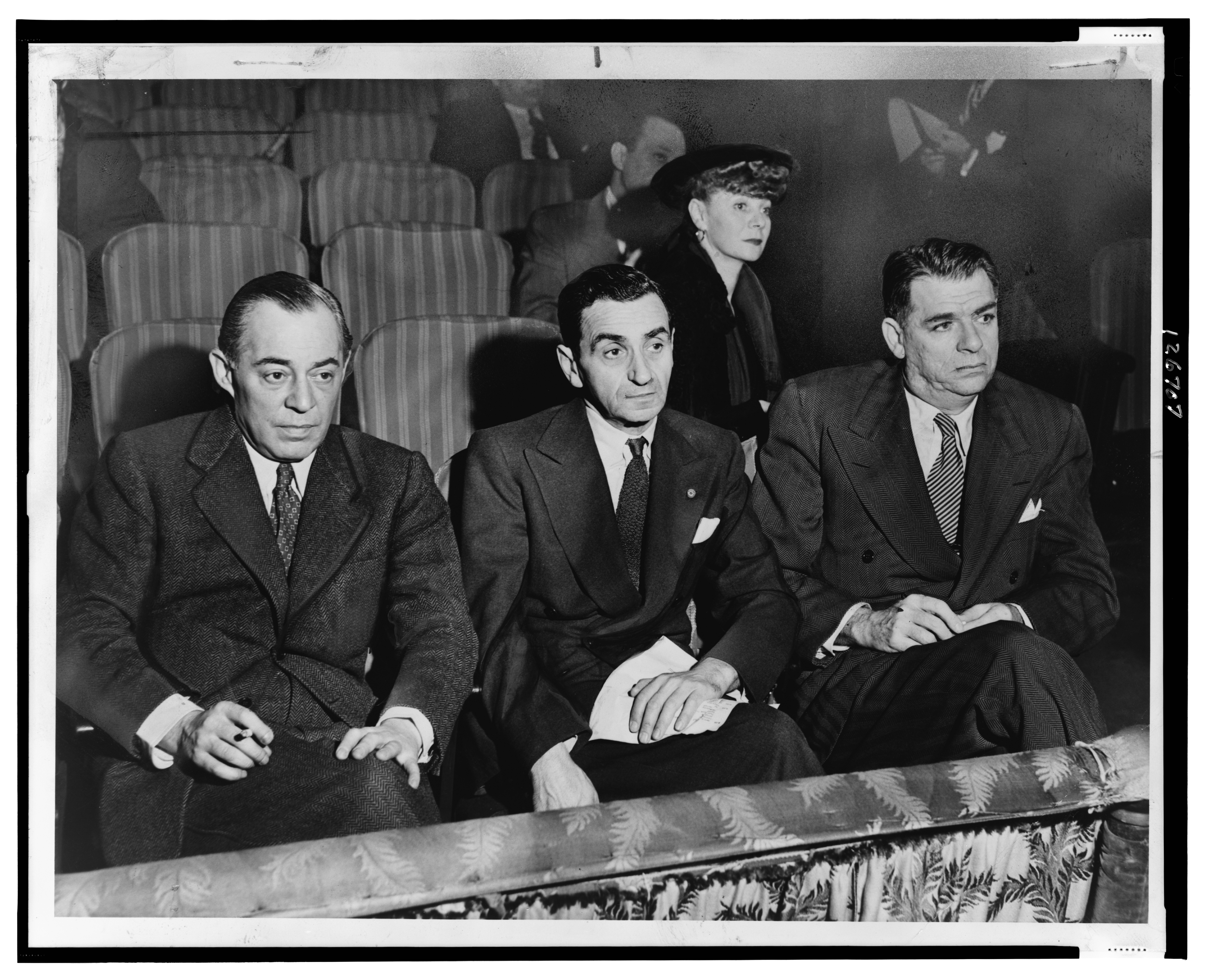
Irving Berlin (midden) neemt een auditie af (1948)

Een auditie of proefoptreden is een toelatingsexamen of sollicitatie binnen de uitvoerende kunstwereld. Een auditie voor een filmrol of televisierol heet een screentest.

## Audities voor opleidingen
Leerlingen die willen studeren aan een balletschool, toneelopleiding of conservatorium dienen eerst auditie te doen om op de opleiding aangenomen te worden. Ook rollen in muziektheaterproducties worden vergeven op basis van een auditie of een aantal auditierondes. 
Audities zijn in het algemeen besloten, hoewel een trend is ontstaan om auditie te doen voor het oog van de camera.

## Facetten
Doorgaans bestaat een auditie uit:
- een opgelegd gedeelte: voor zangers bijvoorbeeld een aria uit een opera, vaak met pianobegeleiding;
- een vrij gedeelte: een zelfgekozen lied voordragen, in sommige gevallen ook een monoloog;
- een groepsauditie, met name van belang voor dansaudities.

De auditie kan een selectief karakter hebben: er wordt dan bijvoorbeeld gekeken of de kandidaat geslaagd is of voldoende talent bezit. Ook kan een auditie een vergelijkend karakter hebben: de auditant is de beste kandidaat of behoort tot een bepaald aantal beste kandidaten. Dit laatstgenoemde systeem wordt doorgaans toegepast bij talentenjachten. Ook bij de Koningin Elisabethwedstrijd wordt dit systeem toegepast. Musici die zich hiervoor inschrijven dienen als auditie een video in te sturen waarop zij een aantal opgelegde stukken spelen. Aan de hand van deze video bepaalt de jury dan of iemand goed genoeg is voor deelname aan de wedstrijd. 
Voor theaterproducties dient een auditie niet alleen om de kwaliteiten van de auditant te constateren, maar ook om te zien in welke mate die past in de beoogde productie of bij de beoogde collega's. 
- Gemeinsame Normdatei: 4391571-1
- Bibliotheek van het Japanse parlement: 00970224